# Dallin H. Oaks
Dallin Harris Oaks, född 12 augusti 1932, är en amerikansk jurist och religiös ledare inom Jesu Kristi Kyrka av Sista Dagars Heliga.
Oaks föddes i Provo, Utah. Han studerade vid Brigham Young University och sedan juridik vid University of Chicago där han tog juristexamen cum laude 1957. Därefter arbetade han som notarie åt domare Earl Warren i USA:s högsta domstol innan han började arbeta för advokatbyrån Kirkland & Ellis. 1961 blev han han professor vid University of Chicago Law School, en tjänst han hade till 1971 då han blev president för Brigham Young University. 1980 slutade han på BYU och blev domare i Utahs högsta domstol. 1984 blev han apostel inom mormonkyrkan och medlem i de tolv apostlarnas kvorum. Sedan 2018 är han rådgivare i första presidentskapet till president Russell M. Nelson.
Oaks var gift med June Dixon från 1952 till hennes död 1988. De hade sex barn tillsammans. 2000 gifte han om sig med Kristen Meredith McMain i Salt Lake-templet.